# Ре-бемоль мажор
Ре-бемоль мажор (D-flat major, des-Dur) — мажорна тональність, тонікою якої є звук ре-бемоль. Гама ре-бемоль мажор містить звуки: 
ре♭ - мі♭ - фа - соль♭ - ля♭ - сі♭ - до
 D♭ - E♭ - F - G♭ - A♭ - B♭ - C.
Паралельна тональність — сі-бемоль мінор, однойменний мінор — (енгармонічно рівний) до-дієз мінор. Ре-бемоль мажор має п'ять бемолів біля ключа (сі-, мі-, ля-, ре-, соль-).

## Найвідоміші твори, написані в цій тональності
- Клод Дебюссі «Світ місяця» (Clair de Lune)
- Сергій Прокоф'єв «Фортепіанний концерт № 1»